# Ковбої (фільм, 2015)
«Ковбої» (фр. Les cowboys) — французька кінодрама 2015 року, режисерський дебют сценариста Тома Бідеґена. Прем'єрний показ фільму відбувся 18 травня 2015 в рамках програми Двотижневика режисерів на 68-му Каннському кінофестивалі 2015 року. Фільм було номіновано в 4-х категоріях на здобуття кінопремії «Сезар» 2016 року, зокрема за найкращий дебютний фільм .

## Сюжет
У жовтні 1994 року Ален Болланд (Франсуа Дам'єн), його дружина Ніколь та двоє їхніх дітей — Жорж, на прізвисько «Малюк», і Келлі, — перебувають на ярмарку, надихаючись романтикою старих вестернів. Ален виходить на сцену і співає перед публікою, що зібралася, «Вальс Теннессі», після чого спускається до глядацької зали де танцює зі своєю шістнадцятирічною донькою. Це був їх останній спільний танець: не встигне вечір закінчитися, як донька безслідно зникне. Ален упевнений, що дівчинку викрали. Хвилюючись, він втрачає терпіння при спілкуванні з поліцією, яка, на його думку, занадто повільна. Ален навіть погрожує сім'ї хлопця, з яким зустрічалася його донька. За кілька днів потому йому приходить лист, де говориться, що дівчина пішла з власної волі, і не варто її шукати. Але Ален не мириться: лють і занепокоєння за доньку лише підхльоснуть його до початку власних пошуків. Він організовує самостійне розслідування, проте істина, яку він розкриє, йому не сподобається…

## У ролях
| Франсуа Дам'єн           | ···· | Ален Болланд                       |
| Фіннеган Олдфілд         | ···· | Жорж Болланд на прізвисько «Малюк» |
| Агата Дронне             | ···· | Ніколь Болланд                     |
| Еллора Торчія            | ···· | Шазана                             |
| Джон Рейлі               | ···· | американець                        |
| Антуан Чаппі             | ···· | Шарль                              |
| Максим Дрісен            | ···· | «Малюк» у 13 років                 |
| Іліана Забет             | ···· | Келлі Боланд                       |
| Жан-Луї Куллок           | ···· | індус                              |
| Жиль Третон              | ···· | шериф                              |
| Френсіс Леплей           | ···· | чоловік у потязі                   |
| Джамел Барек             | ···· | батько Ахмеда                      |
| Мунір Маргум             | ···· | Ахмед                              |
| Антонія Кемпбелл-Г'юджес | ···· | Емма                               |

## Визнання
| Нагороди та номінації фільму «Ковбої» | Нагороди та номінації фільму «Ковбої» | Нагороди та номінації фільму «Ковбої»           | Нагороди та номінації фільму «Ковбої» | Нагороди та номінації фільму «Ковбої» | Нагороди та номінації фільму «Ковбої» |
| Рік                                   | Кінофестиваль/кінопремія              | Категорія/нагорода                              | Номінант                              | Результат                             |                                       |
| ------------------------------------- | ------------------------------------- | ----------------------------------------------- | ------------------------------------- | ------------------------------------- | ------------------------------------- |
| 2015                                  | Каннський міжнародний кінофестиваль   | Золота камера                                   | Тома Бідеґен                          | Номінація                             |                                       |
| 2015                                  | Кінофестиваль в Довілі                | Приз Мішеля д'Орнано                            | Тома Бідеґен                          | Перемога                              |                                       |
| 2015                                  | Гентський міжнародний кінофестиваль   | Найкращий фільм                                 | Ковбої                                | Номінація                             |                                       |
| 2016                                  | Премія «Люм'єр»                       | Найкращий кінооператор                          | Арно Потьє                            | Номінація                             |                                       |
| 2016                                  | Премія «Сезар»                        | Найкращий дебютний фільм                        | Ковбої                                | Номінація                             |                                       |
| 2016                                  | Премія «Сезар»                        | Найкращий актор                                 | Франсуа Дам'єн                        | Номінація                             |                                       |
| 2016                                  | Премія «Сезар»                        | Найперспективніший актор                        | Фіннеган Олдфілд                      | Номінація                             |                                       |
| 2016                                  | Премія «Сезар»                        | Найкраща музика до фільму                       | Рафаель Гарош                         | Номінація                             |                                       |
| 2017                                  | Премія «Магрітт»                      | Найкращий іноземний фільм спільного виробництва | Ковбої                                | Номінація                             |                                       |
| 2017                                  | Премія «Магрітт»                      | Найкращий актор                                 | Франсуа Дам'єн                        | Номінація                             |                                       |